# Споменик природе Стабло храста лужњака Обрва
Споменик природе Стабло храста лужњака Обрва је заштићено природно добро од 2001. године које се налази у селу Обрва, надомак Краљева, а које админастративно припада Рашком управном округу, Шумадији и западној Србији као једном од пет статистичких региона Србије.

## Споменик природе
Када је реч о изгледу, очуваности здравља и димензијама споменик природе Стабло храста лужњака у селу Обрви, надомак Краљева, репрезентативни је примерак своје врсте. Стабло је расло на осами што га чини лако уочљивим у простору, те то као и његове естетске вредности и импозантне димензије чине његове главне карактеристике. Старост храста се процењује на око 100 година што га чини једним од најмлађих храстова у групу споменика природа ботаничког карактера. 
Под заштиту као значајно културно добро је добио сврставањем у трећу категорију по Правилнику о категоризацији заштићених природних добара 2001. године, исте године када је на њему вршен премер, и од тада је задржао статус значајног природног добра.

## Стабло храста лужњака Обрва
Храст расте на приватном имању фамилије Николић на процењеној надморској висини од 204 м. Одређивањем границе припадајућег простора споменика природе, добијена површина од 5.94 ара стављена је под заштиту. Граница је одређења пројекцијом круне лужњака чији је пречник 27.50 м.

### Дендрометријске карактеристике
Дебло храста лужњака је здраво и јако, има три основна носећа стуба од којих је један с најнижим одвајањем од стабла и то има утицаја на ексцентричност крошње. Крошњу чине гране другог и трећег реда, које су коленасто савијене, са много зелене масе. Осим широкогранате крошње која је правилна и виталности целог стабла, урод семена је јак, те жирова има доста. Жилиште је јако и здраво. Дебло је пунодрвно и његов пречник је 1.27 м, а обим 3.98 м. Подаци о пречнику и обиму дебла добијени су премером на висини од 1.30 м. Премером, који је вршен 2001. године, утврђено је и да је висина стабла 27.50 м, а да висина дебла до прве живе гране износи 2.40 м.

## Управљач
Споменик природе поверен је на управљање Николић Живку и Здравку из села Обрва.